# ETO Park
ETO Park – stadion piłkarski w mieście Győr, na Węgrzech. Został otwarty 7 kwietnia 2007 roku. Może pomieścić 16 000 widzów. Swoje spotkania rozgrywają na nim piłkarze klubu Győri ETO FC.
Stadion powstał w miejscu poprzedniego obiektu klubu Győri ETO FC, Rába ETO Stadion. Prace nad przebudową starego stadionu rozpoczęły się w 2005 roku, ale jeszcze do 2006 roku klub mógł rozgrywać swoje spotkania na dawnym obiekcie (ostatni mecz ligowy odbył się 28 maja 2006 roku). Następnie klub tymczasowo występował na innych arenach (były to: Nádorvárosi Stadion w Győr, Alcufer Stadion w Győr-Gyirmót i Grosics Gyula Stadion w Tatabányi). Jako pierwsza powstała nowa trybuna po stronie wschodniej i po jej otwarciu klub mógł się wprowadzić na nieukończony jeszcze nowy obiekt. Pierwszym spotkaniem ligowym rozegranym na nowym obiekcie był mecz gospodarzy z Vasas FC 7 kwietnia 2007 roku (wygrany przez drużynę gości 2:0). W 2008 roku ukończono budowę trybuny po stronie zachodniej. Stadion był częścią wspólnej kandydatury Chorwacji i Węgier do organizacji Euro 2012, jednak kraje te nie zostały wybrane na gospodarzy mistrzostw i obiekt powstał w okrojonym kształcie, bez dużych trybun za bramkami i z pojemnością 16 000 widzów zamiast planowanych 30 000. Nowy obiekt, w przeciwieństwie do poprzednika, posiada typowo piłkarski układ, bez bieżni lekkoatletycznej i z trybunami usytuowanymi tuż za liniami bocznymi boiska. Obiekt był jedną z aren piłkarskich Mistrzostw Europy U-19 w 2014 roku. Rozegrano na nim trzy spotkania fazy grupowej tego turnieju.